# 홍정희 효자문
홍정희 효자문(洪貞羲 孝子門)은 대한민국 경기도 안산시 단원구에 있다. 1985년 12월 12일 안산시의 향토유적 제19호로 지정되었다.

## 개요
효자 홍정희(洪貞羲) 선생은 조선 후기인 1880년대 초 대부남동에서 태어난 이름난 효자로서 본관은 남양. 어릴때부터 성격이 온순하고 부모에 대한 효성(孝誠)이 지극하여 정성을 다해 봉양(奉養)하여, 그의 뛰어난 효행(孝行)과 마음가짐은 마침내 조정(朝廷)에까지 알려져 고종(高宗) 30년(1893) 6월 효자 정문(旌門)이 이곳에 건립 되고 만인의 귀감 (龜鑑)으로서 표상(表賞)이다.